# میتسوکو یوشیکاوا
میتسوکو یوشیکاوا (انگلیسی: Mitsuko Yoshikawa; ۲۱ ژوئن ۱۹۰۱ – ۸ اوت ۱۹۹۱) بازیگر اهل ژاپن بود.
از فیلم‌ها یا برنامه‌های تلویزیونی که وی در آن نقش داشته‌است می‌توان به خاطرات یک جنتلمن مستأجر، بدنیا آمدم، اما...، بانو چه چیز را فراموش کرد؟، خواهر و برادرهای خانواده تودا، و قرار است عاشق مادرم باشم اشاره کرد.